# Giardino Savioli
Il giardino Savioli è un giardino pubblico di Bologna, situato a ridosso del Portico degli Alemanni, e inserito all'interno del sistema dei Portici di Bologna, Patrimonio Unesco. Il nome del giardino deriva dalla strada presso cui è collocato l'accesso.

## Storia
La zona di Bologna fuori da Porta Maggiore a partire dal 1600 è caratterizzata da un lungo portico che collega Porta Maggiore alla Chiesa degli Alemanni. Tale zona prima della costruzione del portico è considerata campagna, con alcuni borghetti rurali e ville nobili. Proprio all'interno di questo sistema di borghi rurali e ville si inserisce il parco che poi diviene il Giardino Savioli in tempi più recenti. Il parco si appoggia sul retro del portico di Via Mazzini e proprio per questo è stato considerato dall'Unesco parte del sistema dei portici di Bologna.